# Гванцеладзе, Давид Николаевич
Дави́д Никола́евич Гванцела́дзе (груз. დავით ნიკოლოზის ძე გვანცელაძე; 28 марта 1937, Батуми, Грузинская ССР, СССР — 1 мая 1984, Тбилиси, Грузинская ССР, СССР) — советский борец классического стиля, бронзовый призёр олимпийских игр, серебряный призёр чемпионата мира, неоднократный чемпион СССР. Мастер спорта СССР (1956). Заслуженный мастер спорта СССР (1971).

## Биография
Родился 28 марта 1937 года в Батуми.
До 14 лет спортом не занимался, посещал музыкальную школу по классу скрипки. В 1951 году занялся борьбой.
В 1953 году молодой борец выиграл первенство Батуми и Аджарии среди юношей, а на первенстве Грузии занимает призовое третье место. В 1954 году становится чемпионом республики среди юниоров, и в августе того же года в Сталинграде становится чемпионом страны среди юниоров во всесоюзном лично-командном первенстве, а также получает приз за лучшую технику на турнире.
В 1955 году становится студентом экономического факультета Тбилисского университета и переезжает в Тбилиси. В 1959 году, выиграв к тому времени ряд международных турниров, вошёл в состав сборной СССР. В 1960 году выиграл чемпионат СССР и имел шансы отобраться на Олимпийские игры, но предпочтение было отдано Григорию Гамарнику, по некоторым утверждениям не по спортивному принципу.
В 1962, 1963, 1964 годах выигрывает турниры на приз Ивана Поддубного. В 1963 году завоевал серебряную медаль на чемпионате мира.
Тренер сборной СССР В.В. Громыко говорил про борца: «Мощные, неуловимо быстрые переводы в партер, проходы на туловище, броски. В партере только на мгновение наклонялся над соперником, чтобы соединить захват. С заднего пояса вгонял лопатки соперника в ковер. Не дотягивал немного в конце схватки, получал предупреждение. Теперь выносливости ему хватало, и в партере тащил по-прежнему всех наверх».
Был включён в олимпийскую команду и на Летних Олимпийских играх 1964 года в Токио боролся в весовой категории до 70 килограммов (полулёгкий вес).
Победитель турнира определялся по количеству штрафных баллов к окончанию турнира, штрафные баллы начислялись борцу в любом случае, кроме чистой победы, так победа по решению судей приносила 1 штрафной балл, проигрыш по решению судей 3 штрафных балла. Участник, набравший 6 штрафных баллов выбывал из турнира.
В схватках:
- в первом круге решением судей победил Франца Шмитта (ФРГ), что принесло 1 штрафной балл;
- во втором круге решением судей проиграл будущему олимпийскому чемпиону Казиму Айвазу (Турция), получив 3 штрафных балла;
- в третьем круге решением судей победил Стевана Хорвата (Югославия), что принесло 1 штрафной балл;
- в четвёртом круге не участвовал;
- в пятом круге решением судей победил Ээро Тапио (Финляндия), что принесло 1 штрафной балл;

К тому времени судьба первого места, исходя из количества набранных штрафных баллов уже была решена, и в финальных схватках борцы разыгрывали только последующие места
- в первой финальной схватке Гванцеладзе победил решением судей Токуаки Фудзита (Япония);
- во второй финальной схватке с Гванцеладзе проиграл решением судей Валериу Буларке (Румыния) и стал бронзовым призёром олимпиады[4].

В 1969 году оставил спортивную карьеру. В 1971—1972 годах возглавлял сборную Грузии по классической борьбе, затем был тренером. В 1980—1981 годах возглавлял управление единоборств республиканского спорткомитета. В 1982 году оставил спорт, став заместителем директора промышленного комбината.
Умер 1 мая 1984 года.

## Спортивные достижение
- Чемпионат СССР по классической борьбе 1960 года - ;
- Чемпионат СССР по классической борьбе 1962 года - ;
- Классическая борьба на летней Спартакиаде народов СССР 1963 года - ;
- Чемпионат СССР по классической борьбе 1964 года - ;
- Чемпионат СССР по классической борьбе 1965 года - ;
- Чемпионат СССР по классической борьбе 1966 года - ;